# Цитрус кабосу
Кабосу (カ ボ ス або 臭 橙; біноміальна назва: лат. Citrus sphaerocarpa) — цитрусовий плід вічнозеленого широколистяного дерева з родини рутових. Популярний в Японії, де його сік використовується у багатьох стравах, особливо з рибою, сашімі та гарячими стравами.

## Характеристика

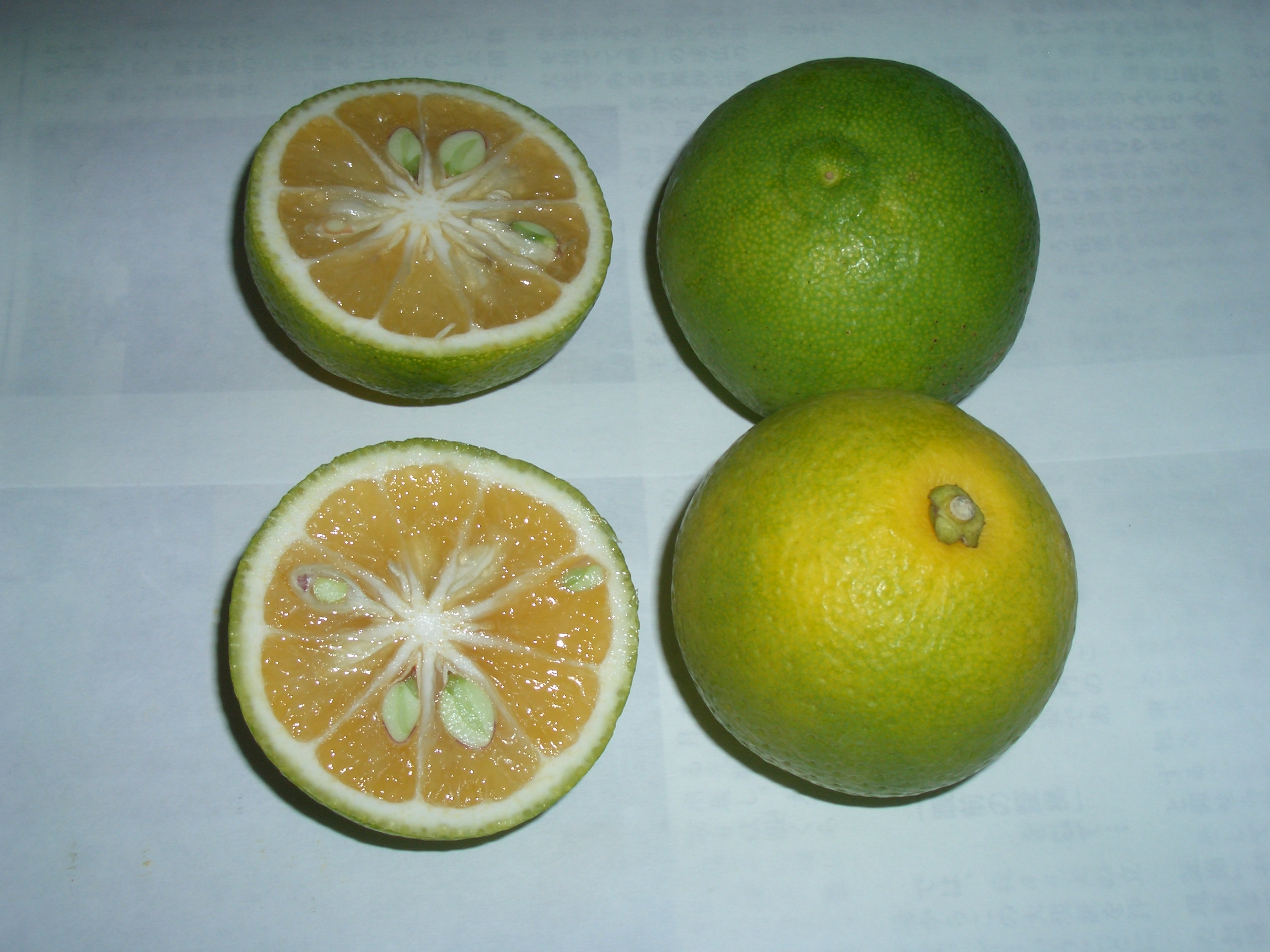
Розрізані і цілі кабосу.

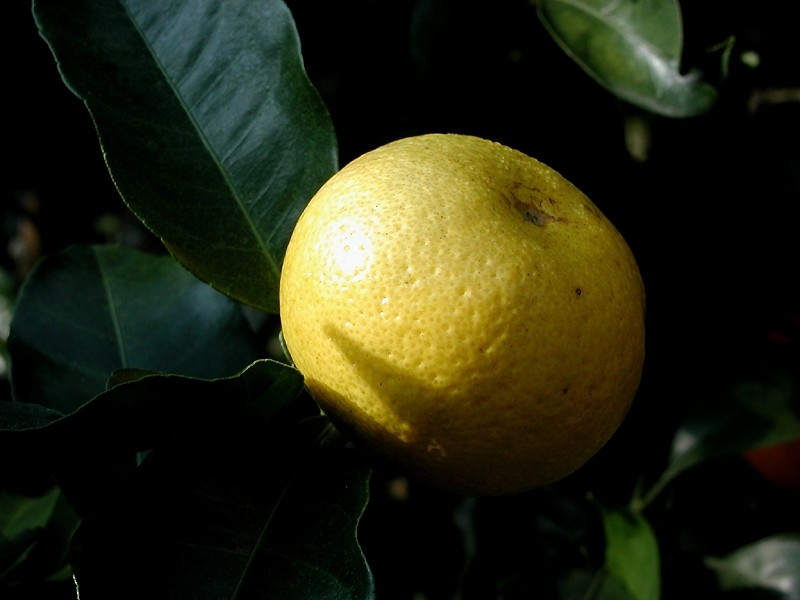
Зрілий кабосу.

Кабосу — соковитий цитрусовий фрукт, тісно пов’язаний з юдзу. Його сік подібний до лимона, і його використовують замість оцту в деяких японських стравах. Росте на квітучому дереві з гострими колючками. Плоди збирають, коли вони ще зелені, але якщо їм дати дозріти, вони жовтіють. Його часто плутають з подібними цитрусовими, наприклад з судачі, але його легко можна відрізнити за верхівкою плоду, звідки відділяється гінецей — на його місці залишається припідняття у формі тора.

## Походження
Кабосу вважається гібридом ічанґа (лат. Citrus cavaleriei) та померанця (лат. Citrus aurantium), який був привезений до Японії, де він набув популярності, з Китаю в період Едо. Він виробляється в більшості районів префектури Оїта, особливо в Такеті та Усукі. В Усукі раніше росло 300-річне дерево кабосу; на сьогодні там існують 200-річні дерева кабосу.

## Використання
Сік кабосу кислий і має унікальний аромат. Він використовується в сашімі, рибі, смаженню на грилі, соусі понзу та як альтернатива оцту для японських страв. У префектурі Оїта його також використовують для ароматизації супу місо, локшини та шьочю. Сік кабосу використовується в широкому асортименті продуктів, включаючи приправи, соки, безалкогольні напої, заморожені десерти, закуски, вагасі (японські солодощі), випічку та алкогольні напої.
Коли його додають в корм для риби, поліфеноли кабосу запобігають зміні кольору та запаху корму протягом тривалого часу. Жовтохвіст японський (бурі) та літня камбала (хіраме), вирощені з використанням цього корму, продаються як кабосу бурі та кабосу хіраме в префектурі Оїта.

## Виробництво
Національне японське виробництво в 2007 році становило 5185 тонн, зокрема 5019 тонн у префектурі Оїта, 144 тонни у префектурі Айті та 17 тонн у префектурі Міядзакі. Тобто обсяг виробництва префектури Оїта становив 97% національного виробництва. 
У виробництві кабосу бувають ліпші та гірші роки; 2009 рік був вдалим, і обсяг виробництва у префектурі Оїта склав близько 6587 тонн, на відміну від 2010, коли він був лише 3623 тонн. У 2011 році виробництво становило 5273 тонн. Основними містами, що виробляють кабосу, є Усукі, Такета, Бунґо-Оно і Кунісакі; усі вони знаходяться в префектурі Оїта.

## У популярній культурі
Персонаж на ім'я Каботан був створений за мотивами кабосу для Національної ярмарки озеленення, що відбулася в Оїті в 2003 році. Рада з просування кабосу в Оїті обрала цього персонажа талісманом для кабосу з Оїти після ярмарки. У 2005 році використання Каботану було поширене у префектурі Оїта на весь регіональний розвиток загалом, тобто і на сфери поза межами виробництва кабосу.
Собаку шіба-іну, яка використовується в мемі doge, звати Кабосу, оскільки її власник вважав, що у неї обличчя кругле як кабосу.